# El Gato GC
 El Gato GC  fue la botarga de un gato color morado, de 1986 a 1988 fue la mascota del Canal 5 de Televisa en México.

## Origen
XHGC-TV nace el 10 de mayo de 1952; lo hizo con la transmisión de un festival del Día de las Madres (celebrado en México) organizado por el diario Excélsior aunque sus transmisiones regulares iniciaron el 18 de agosto del mismo año. 
Su creador, pero no dueño, fue  Guillermo González Camarena, un ingeniero mexicano originario de Guadalajara, Jalisco, México. Las siglas del canal se toman de los apellidos González Camarena (GC) y fue quien fungió como director y concesionario del canal hasta su muerte en 1965. Se ha dicho que como un reconocimiento por la invención de la televisión en color, pusieron sus iniciales a la televisora. En 1962, Canal 5 transmitió el primer programa en color en la historia de la televisión de México: Paraíso infantil.
Varios han sido los logotipos y los eslóganes que ha tenido “XHGC Canal 5”, en 1983 la programación de XHGC cambió su programación, siendo de corte familiar pasó  principalmente a enfocarse al público infantil. Como parte de este cambio se incluyen cortinillas con el grupo musical Parchís. El Logotipo es una versión estilizada del número 5.
A mitades de la década de los '80s se pensó en un cambio de imagen para el Canal 5, fue así que a partir del sábado 29 de marzo de 1986 su imagen presentaba el eslogan "La huella". El logotipo es una marca de huella de león de color dorado, ya que estaba simbolizada por su mascota oficial. Un gato de color morado llamado GC para la programación infantil. Se suprimió el número "5" y se quedaron las siglas XHGC porque en algunos estados de México el Canal 5 está reasignado en otros canales que en el resto de la México, pero la voz continuaba mencionándolo.
El gato GC, mascota del Canal 5 XHGC, además de aparecer en cápsulas y cortinillas del canal participó en diferentes programas como: “Supervacaciones” con los magos Rolando y Ari Sandi, el programa del Tío Gamboín y “Corre GC Corre”, además de hacer la obra “El Gato GC con Botas”, en el Teatro de los Insurgentes.
El actor que se metió en el peluche y dio vida al gato GC, utilizado como emblema del canal 5 de Televisa: fue Moisés Suárez
En 1988 la imagen de "la huella" desapareció, y el canal adoptó el lema “Energía Visual”, sin tener un logotipo fijo: Desapareció el número 5 definitivamente y se quedaron las siglas como única identificación. Desaparecieron todos los Logotipos, y se adoptó una estética que permitía cambiar de diseño y estilo en cada promocional. Los Colores y las formas invadieron el canal, haciendo que cada spot de identificación fuera completamente distinto uno del otro. Esta euforia creativa duró hasta Mediados de 1989 cuando entró la campaña "Canal 5 Es Más" con una misma filosofía, sin número 5, solo con las siglas "XHGC" con los colores Amarillo, Naranja, Verde, y Violeta. La euforia de "Energía Visual" dio paso a una estética más tranquila y clásica pero conservando colores y texturas.
La imagen del Canal 5 ha seguido cambiando y solo es recordado "El Gato GC" por su público de los '80s y por su gran “Miauuuuuuuuuuuuuuuuuuuuuuuuuu…” (sin hacer bache), que hacían los participantes del programa Corre GC Corre.

## Trayectoria

### Programas de TV
- Corre GC Corre (1987)
- Supervacaciones (1987)
- Programa del Tío Gamboín (1986 – 1988)

### Teatro
El gato GC con botas (1987) En el Teatro de los Insurgentes

## Frases
- “XHGC, Sigue la huella”